# Кастелланца
Кастелланца (італ. Castellanza) — муніципалітет в Італії, у регіоні Ломбардія, провінція Варезе.
Кастелланца розташована на відстані близько 510 км на північний захід від Рима, 29 км на північний захід від Мілана, 23 км на південь від Варезе.
Населення — 14 338 осіб (2014).

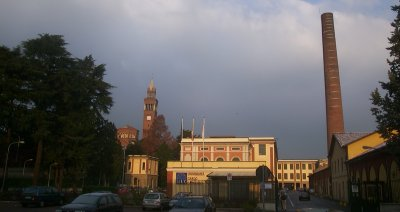

Щорічний фестиваль відбувається 31 січня. Покровитель — San Giulio.

## Демографія
Населення за роками:

Станом на 1 січня 2023 року в муніципалітеті офіційно проживало 1315 іноземців з 65 країн, серед них 175 громадян країн Євросоюзу та 68 громадян України.

## Уродженці
- Антоніо Берноччі (1859—1930) — італійський бізнесмен і дизайнер, засновник Дому Bernocchi.
- Марко Сімоне (1969) — колишній італійський футболіст, згодом — футбольний тренер.

## Сусідні муніципалітети
- Бусто-Арсіціо
- Леньяно
- Марнате
- Ольджате-Олона
- Рескальдіна